# Europese kampioenschappen kyokushin karate 1995 (IKO)
De Europese kampioenschappen kyokushin karate 1995 waren door de International Karate Organization (IKO) georganiseerde kampioenschappen voor Kyokushinkai karateka's. De 8e editie van de Europese kampioenschappen vond plaats in het Roemeense Boekarest.

## Resultaten
| Gewichtsklasse | Goud                 | Zilver              | Brons                            |
| -------------- | -------------------- | ------------------- | -------------------------------- |
| Lichtgewicht   | Antal Bencze         | Piotr Sawicki       | Michel St.Martony Mark Goodwin   |
| Middengewicht  | Paulius Klapatauskas | Eugeniusz Dadziburg | Robert van Boxtel Dmitar Trampov |
| Zwaargewicht   | Nicholas Pettas      | Assen Assenov       | Alexander Lapko Mikael Wallberg  |